# Exécutif Fagnoul
Fagnoul I est le nom de l'exécutif de la Communauté germanophone de Belgique formé par une coalition tripartite, associant la famille chrétien-démocrate, socialiste et libérale.
Cet exécutif a été institué le 6 juin 1984. 
À la fin de son mandat, le 3 décembre 1986, l'Exécutif Maraite I a succédé à cet exécutif.

## Composition de l'Exécutif
| Fonction | Titulaire | Titulaire      | Parti |
| --- | --------- | -------------- | ----- |
| Président de l’Exécutif de la Communauté germanophone, ministre communautaire des Finances, de la Formation, de l’Animation culturelle et des Relations extérieures |           | Bruno Fagnoul  | PFF   |
| Ministre communautaire de la Santé publique et de la Famille, du Sport et du Tourisme                                                                               |           | Joseph Maraite | CSP   |
| Ministre communautaire de la Jeunesse, de l’Éducation permanente, du Patrimoine culturel et des Médias                                                              |           | Marcel Lejoly  | SP    |